# 임실군 (선거구)
임실군은 대한민국의 옛 국회의원 선거구이다. 당시 전라북도 임실군 지역을 관할했다.

## 역사
제헌 국회의원 선거를 앞두고 임실군 전 지역을 관할하는 선거구로 신설되었다.
제6대 국회의원 선거를 앞두고 순창군 선거구와 통합되며 임실군·순창군 선거구를 이루게 됨에 따라 폐지되었다.

## 역대 국회의원
| 선거   | 정당 | 정당               | 의원   |
| ------ | ---- | ------------------ | ------ |
| 1948년 |      | 대한독립촉성국민회 | 진직현 |
| 1950년 |      | 대한국민당         | 엄병학 |
| 1954년 |      | 자유당             | 박세경 |
| 1958년 |      | 자유당             | 박세경 |
| 1960년 |      | 무소속             | 한상준 |

## 역대 선거 결과

### 대한민국 제헌 국회의원 선거
|  | 29.45% |

|  | 24.15% |

|  | 12.44% |

|  | 11.07% |

|  | 10.98% |

|  | 9.03% |

|  | 2.84% |

### 대한민국 제2대 국회의원 선거
|  | 20.07% |

|  | 13.17% |

|  | 10.28% |

|  | 9.75% |

|  | 7.85% |

|  | 7.57% |

|  | 7.01% |

|  | 6.64% |

|  | 5.91% |

|  | 3.23% |

|  | 2.76% |

|  | 2.71% |

|  | 2.42% |

|  | 0.55% |

### 대한민국 제3대 국회의원 선거
|  | 33.45% |

|  | 21.71% |

|  | 19.23% |

|  | 17.12% |

|  | 8.47% |

### 대한민국 제4대 국회의원 선거
|  | 54.20% |

|  | 45.79% |

### 대한민국 제5대 국회의원 선거
|  | 28.99% |

|  | 27.74% |

|  | 25.93% |

|  | 10.48% |

|  | 6.84% |